# Expulsión de los mozárabes en 1126
La expulsión de los mozárabes de Al-Ándalus de 1126 fue un hecho de la Edad Media en España que consistió en una deportación masiva al norte de África de la población cristiana autóctona de al-Ándalus. Fue ordenada por el emir Alí ibn Yúsuf, quien gobernaba el Imperio Almorávide. 
Además de ser expulsados de sus hogares, se les impidió emigrar a los reinos cristianos del norte, como venían haciendo a lo largo de casi tres siglos muchas familias mozárabes durante el proceso de Reconquista.

## Antecedentes

### Contexto social

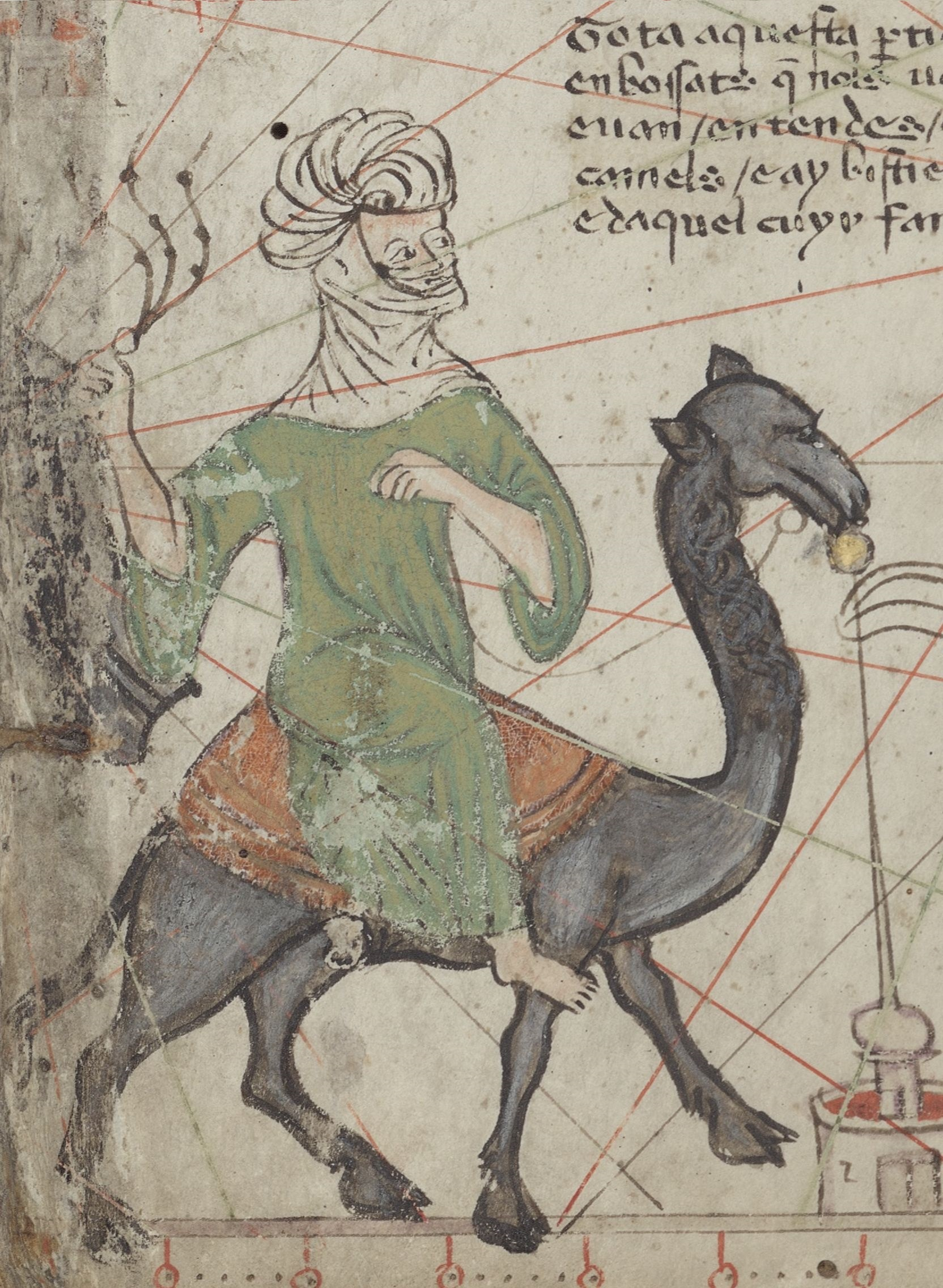
Representación de un emir almorávide en una pintura del siglo.

Tras la Conquista omeya de Hispania, los ocupantes musulmanes eran una elite árabe-bereber minoritaria frente a una gran masa de habitantes cristianos sometidos, en un territorio muy alejado de la capital del califato omeya, lo que dificultaba conseguir refuerzos para imponer su religión. Fue así que los gobernantes musulmanes establecieron pactos implícitos con poblaciones cristianas para evitar grandes enfrentamientos militares con la población nativa (haciendo una política de «divide y vencerás»), según la cual los cristianos de la península ibérica, para evitar la conversión al islam, tenían que adaptarse a las condiciones impuestas por los musulmanes ocupantes, que consistían en otorgar cierta permisividad a los católicos a cambio de que estos pagasen impuestos muy altos (Yizia) y reconocieran servir a la autoridad del monarca islámico (éste, como su señor, daría protección a sus vasallos cristianos, de modo análogo a la relación de vasallaje que imperaba en todas las monarquías medievales). En la práctica, ser un cristiano de Al-Ándalus suponía vivir en una condición de ciudadano de segunda (lo cual motivaría la Reconquista), pero existía un statu quo en el que los musulmanes se encargaban de su defensa militar y representación internacional y se reconocían los derechos de la población cristiana (siendo reconocido su estamento propio y diferenciado como mozárabes). No obstante, aquel derecho podía suprimirse en cualquier momento por los gobernantes musulmanes, pues los emires tenían protestad de anular el Fuero de los cristianos si consideraban que había motivos para que tales concesiones legales fueran nulas, cuando entendían que una de las partes no cumplía con el pacto de vasallaje.

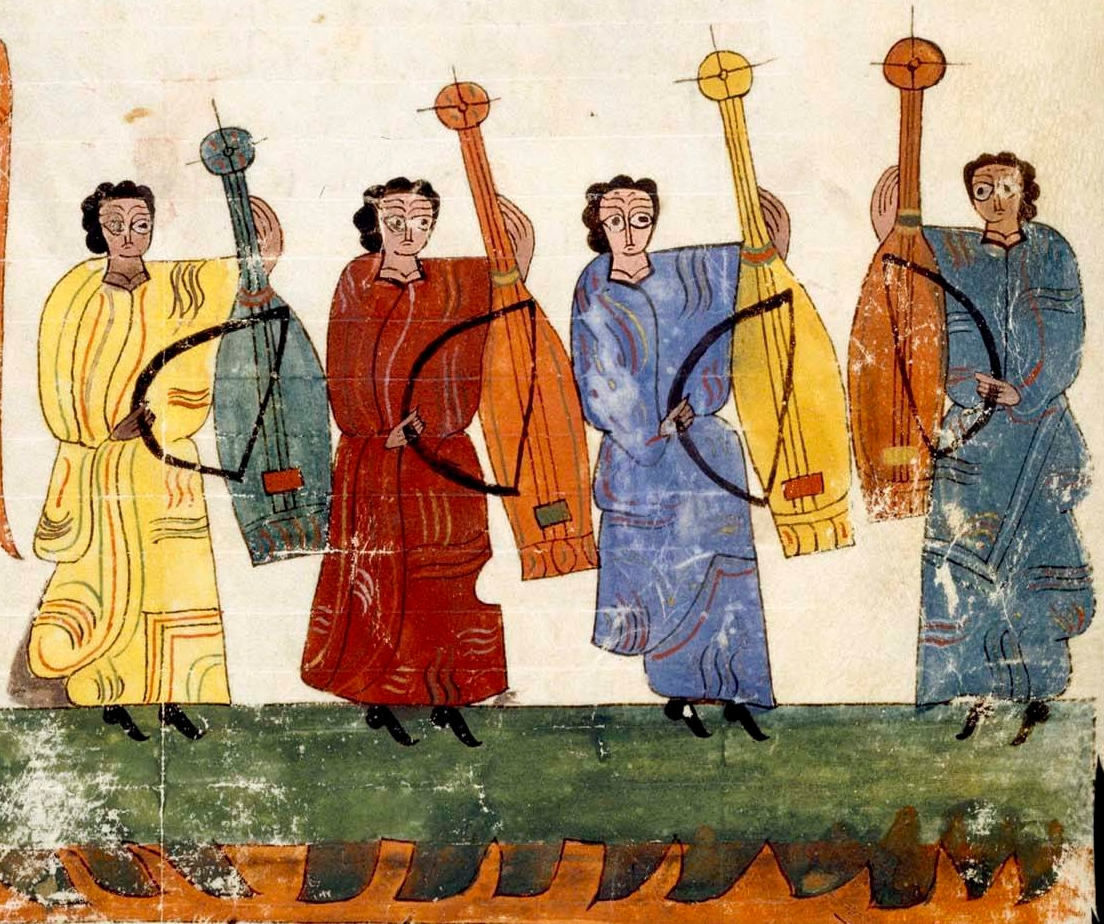
Pintura mozárabe en un manuscrito del siglo.

Pese a estas condiciones de convivencia, hubo periodos de persecución a los cristianos casi desde el principio, como se constata en los mártires de Córdoba del siglo IX o la persecución de 1099 en la Granada musulmana, cuando los emires destruyeron un templo de la Iglesia católica y hubo tratos muy duros hacia la comunidad cristiana mozárabe.

y tenían [los cristianos de Granada] fuera de la ciudad, a dos alcances de flecha (galwa: medida de longitud entre 300 y 400 brazos y que se traduce por alcance de una flecha, lanzada con esfuerzo), en dirección a la puerta de Elvira, frente al camino hacia QuIýar (actual Güejar Sierra), una célebre iglesia que había tomado para ellos uno de los caudillos de la gente de su religión y que uno de sus príncipes (los de Granada) había puesto a la cabeza de un ejército de caballeros cristianos (Rúm), y se hizo única por la construcción y los ornamentos. El emir Yúsuf b. Tásufin, ordenó su destrucción, por haberse confirmado el deseo [en este sentido] de los alfaquíes y por la intención de la fetua que éstos emitieron. Ibn al-Sayráfi dijo: «La gente de la ciudad salió para destruirla el lunes, último día de yumada del año 492/23 de mayo de 1099. Fue demolida por completo y cada uno se llevó lo que [pudo] coger de sus vestigios y de aquello que servía para el culto. He dicho. Su emplazamiento es conocido [todavía] hoy y su muralla, [aún] en pie, anuncia la solidez y la firmeza [que tuvo el templo]. En una parte de él está el famoso cementerio de Ibn Sahl b. Málik, Dios tenga piedad de él. Y cuando los vientos benéficos se agitaron a favor del enemigo de Dios, el tirano Ibn Rudmir, en la época del estado almorávide, antes de que Dios quebrara sus armas en Fraga [el año 1134], los cristianos tributarios de esta provincia concibieron la esperanza de vengarse y codiciaron el reino; entonces se dirigieron a Ibn Rudmir (...).
Reinhart Dozy

### Contexto político-militar

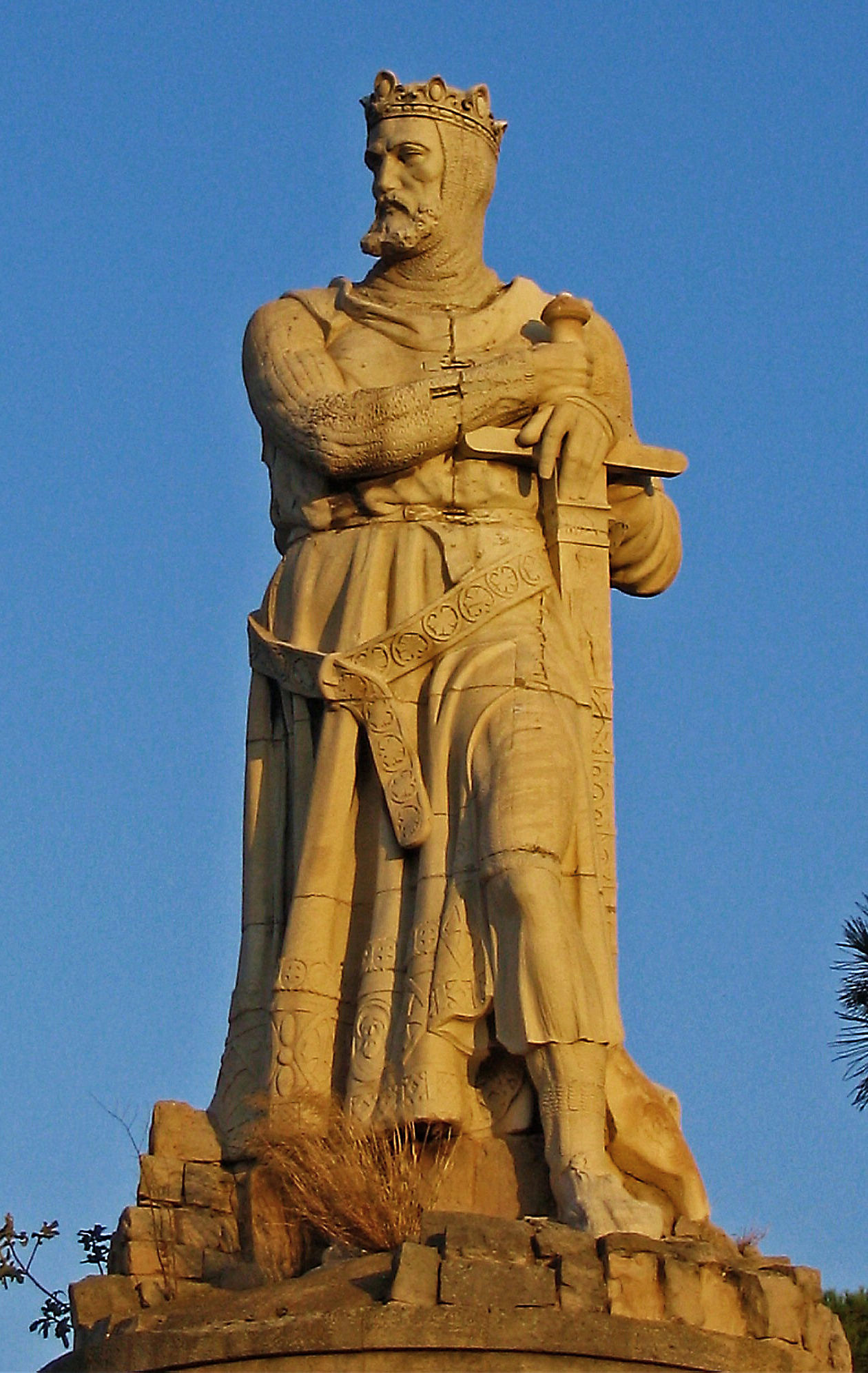
Estatua de Alfonso el Batallador.

Por otro lado, en el año 1124, Alfonso el Batallador (rey de Aragón) recibió mensajes, de parte de algunas comunidades mozárabes de la Granada musulmana (encabezados por Ibn al-Qalas), solicitando su intervención debido al caos interno que se vivía entre las taifas, y convenciéndole al monarca de que la fragilidad del reino andalusí (pues planeaban rebelarse contra su gobernador, Abu Tahir Tamim ibn Yusuf) haría fácil su conquista de la plaza junto a la obtención de sus riqueza. Esto se debió a la fama que generaban a los mozárabes los éxitos militares previos de Alfonso, quien además de defender su territorio de incursiones musulmanes, había logrado conquistar Zaragoza (1118), Tudela (1119), Calatayud (1120), etc., lo que le permitió expandirse por todo el Valle del Ebro. Alfonso, confiado en sus propias fuerzas y envuelto de un espíritu guerrero, anhelaba dar fin a la Reconquista y convertirse en el emperador de toda España, en toda la tierra de cristianos y sarracenos. Así pues, en septiembre de 1125, partió con 4000 caballeros de Aragón y Cataluña y, a medida que penetraba en territorio musulmán, se le sumaban cristianos mozárabes a sus filas. Para enero de 1126 había empezado a cercar Granada, donde las tropas mozárabes locales confesaban haberlo apostado todo al éxito de su campaña, y eran conscientes de que no recibirían ningún perdón por parte de las autoridades musulmanas en caso de fracasar la campaña, como terminó sucediendo con la retirada en junio de 1126 (no sin antes salvar a unos 10 000 mozárabes, que se retiraron con él y contribuyeron a la repoblación cristiana del Valle del Ebro).

## Hechos
Si la situación de los musulmanes andaluces era deplorable en aquella época, la de los cristianos andaluces lo era aún más.

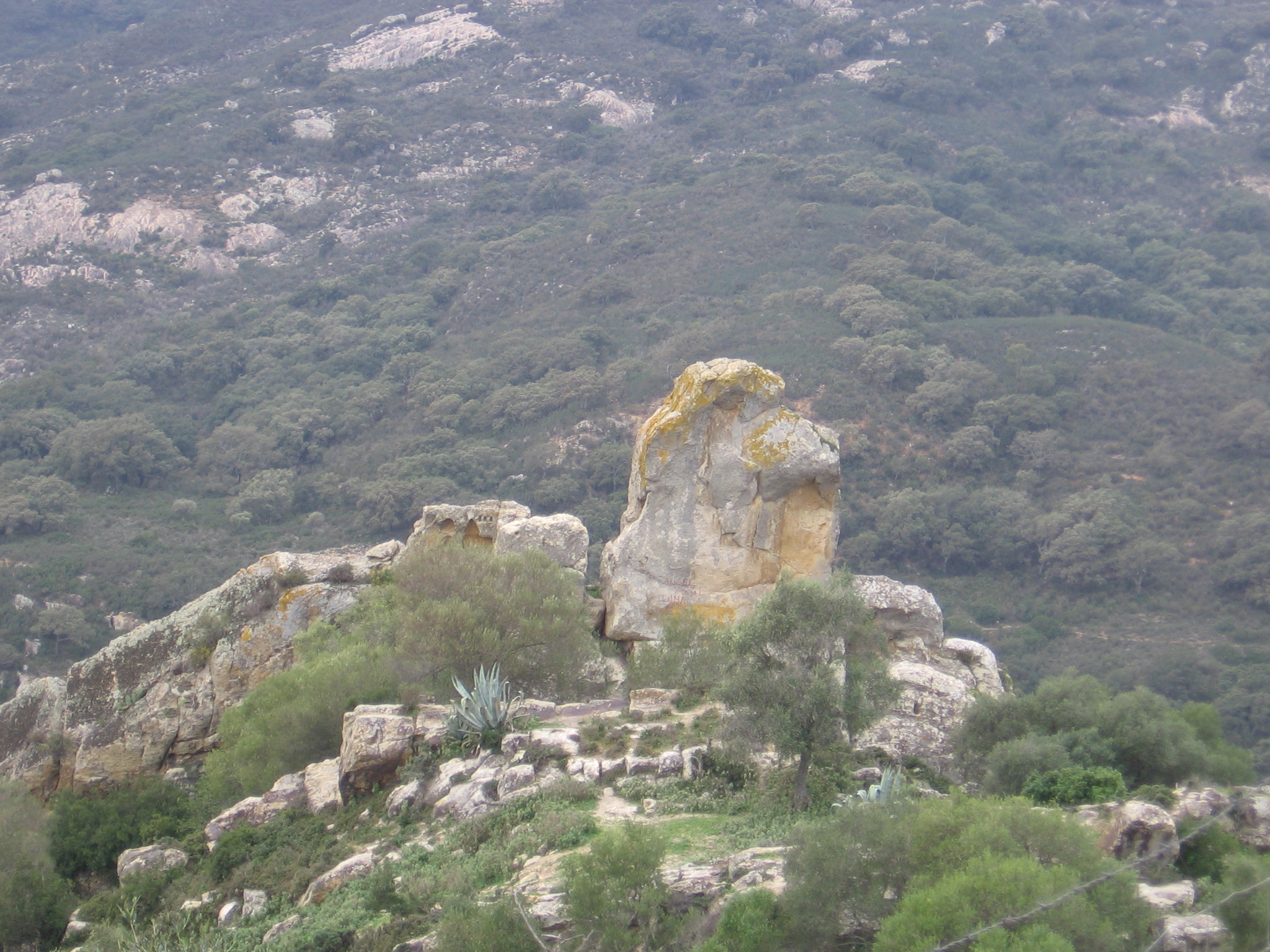
Ruinas de una iglesia rupestre mozárabe en Jimena de la Frontera (Cádiz).

Los morabitos africanos no guardaron medida con ellos. La tolerancia que hasta entonces se había mostrado hacia los cristianos les parecía criminal e impía. A sus ojos, las iglesias eran el oprobio de la Península, e insistieron al monarca en la necesidad de destruirlas. Casi tan intolerante como ellos, el monarca cedió con demasiada facilidad a sus deseos. ¿Qué hicieron de nuevo? Es imposible decirlo; Los cronistas musulmanes guardan silencio sobre este tema y entre los cristianos andaluces no hubo cronistas; pero no se puede suponer que los faquis se detuvieran a medio camino; su odio contra los cristianos era demasiado fuerte para no haberlos irritado y perseguido en todos los sentidos.
Durante muchos años, los cristianos sufrieron en silencio. Finalmente, hacia el año 1125, cumplida la medida, rogaron al rey de Aragón, Alfonso el Batallador, que entonces llenaba España con el ruido de su fama, que viniera a librarlos del yugo insoportable que pesaba sobre ellos. Alfonso respondió a su llamado y marchó hacia Andalucía.
Reinhart Dozy

Tras la expedición militar de Alfonso el Batallador en 1125, los moros de Al-Ándalus quedaron muy irritados con los cristianos y las autoridades islámicas consideraron que los mozárabes (muchos de los cuales habían apoyado la invasión del rey de Aragón) habían violado el pacto de vasallaje con los monarcas musulmanes que les garantizaba protección, por lo que habían perdido sus derechos ante el Estado. El Cadí (gobernante y jurista) de Córdoba, Abū l-Walīd Muḥammad Ibn Rušd, se trasladó a Marrakech (al-Ándalus estaba sujeto a Marruecos por esas fechas) para informar al emir Almorávide de lo acontecido y sugiriendo reaccionar drásticamente. Entonces, Alí ibn Yúsuf (quien ya había considerado la yihad contra los cristianos en la Península ibérica como una prioridad), ordenaría la expulsión de los cristianos mozárabes de sus dominios durante el Ramadán de 1126.
Tal orden de expulsión fue cumplida por Ibn Rušd (abuelo del famoso filósofo musulmán Averroes) a través de un dictamen jurídico (fetua) que emitió, en el que se exigía que se deportara a los cristianos al Norte de África, fundamentándose en la premisa de que toda la comunidad había suscitado y apoyado la expedición aragonesa. Estos mozárabes (mayormente de Granada, Córdoba y Sevilla), que partieron junto con sus autoridades políticas y religiosas, terminarían asentándose en la zona de Mequinez y Salé, perdiendo parte de los derechos que tenían y sufriendo malos tratos durante el recorrido, siendo forzados a trabajos pesados.

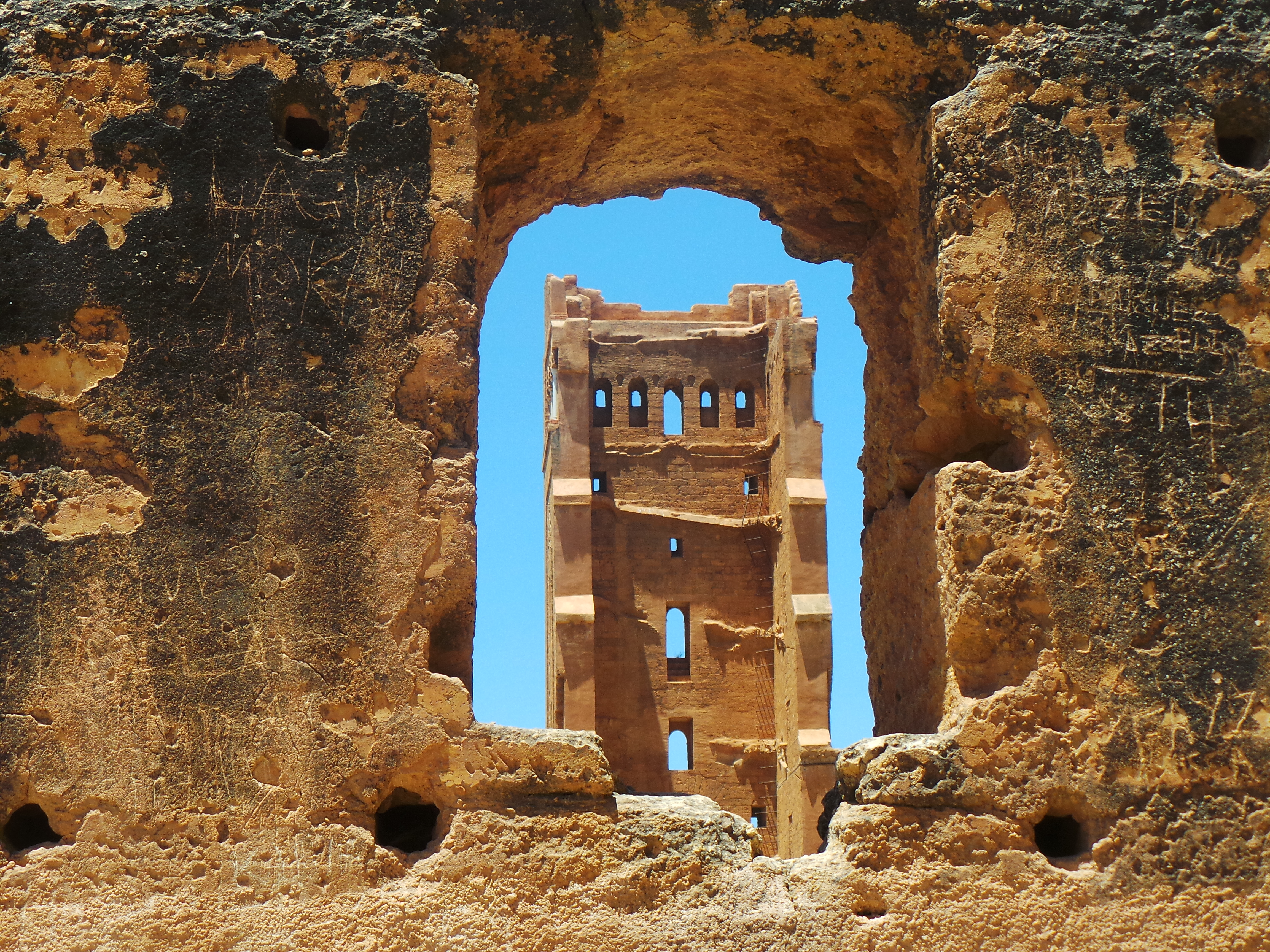
Ruinas en Tremecén (Argelia). En esta ciudad tuvo lugar una batalla en 1143 entre almorávides y almohades, en la que participó en favor de los primeros una milicia cristiana compuesta por 4000 caballeros. La formaban mozárabes expulsados, además de aventureros voluntarios y esclavos procedentes del norte cristiano.

No obstante, Alí ibn Yúsuf, deseoso de que la expulsión permitiera una transferencia de tropas mozárabes andalusíes que pudieran servirle en la defensa de Marruecos, mantuvo los mismos privilegios a los cristianos y les dio la misma protección (Dimma) que habían perdido en España, pero aplicada únicamente en África. Incluso les autorizó la construcción de una iglesia en Marrakech y los clérigos pudieron seguir atendiendo espiritualmente a los cristianos. Sin embargo, a cambio, obligó a toda la comunidad a inscribirse en el diwan del servicio militar, teniendo que servir como Guardia personal y defender a los almorávides contra los almohades.

## Consecuencias
Aunque se hicieron nuevas deportaciones en 1138 y 1170, la expulsión de los cristianos de 1126 prácticamente eliminó las comunidades mozárabes de Granada, Córdoba y Sevilla para el resto del siglo, y cesó el culto público de la fe cristiana entre los mozárabes que quedaron en Al-Ándalus. Entre quienes quisieron evitar la deportación al Magreb, hubo muchos casos de conversión forzosa al islam, o de huidas hacia los reinos cristianos españoles (aunque los ejércitos musulmanes trataban de capturar a los fugitivos). Los que quedaron sufrieron abusos al ser despojados de sus bienes y azotados con cadenas por parte de los musulmanes (a través de un decreto general), o fueron incluso martirizados por su fe. Aun así, en 1138 sobrevivían todavía comunidades importantes de mozárabes fuera de aquellas urbes, tanto en el campo como en algunas ciudades del sur peninsular. 
Con la llegada de los almohades y la expulsión de los judíos de al-Ándalus en 1146, se produjeron asimismo matanzas y esclavización de los mozárabes que quedaban. Un cronista de la época escribió:

Las gentes que el vulgo apellida muzmotos [en alusión a los almohades] vinieron del África... y mataron a los cristianos que llaman muzárabes y a los judíos que moraban allí de las antiguas edades, y tomaron para sí las mujeres de ellos, sus casas y sus riquezas.

Hacia 1162 estaban al borde de la extinción, al tiempo que tenía lugar una ola de mayor represión debido a conflictos dinásticos entre los musulmanes, durante la cual los antiguos mozárabes (ahora criptocristianos) se ganaban enemigos en las autoridades. 
Por otra parte, las propiedades que dejaron los cristianos fue confiscada por los musulmanes (a menos que algún mozárabe desde África demostrara sus títulos de propiedad, teniendo la opción de venderlas) y sus iglesias se transformaron en mezquitas.

La respuesta [es la siguiente]: Los habices de los dimmies no tienen carácter de inviolabilidad (hurma), y si el que los instituyó estuviera vivo y quisiera recuperarlos o venderlos, no se le podrá objetar nada; si estos habices son antiguos y están en territorio de los dimmies no se les opondrá nada con respecto a ellos. Y si el que ha de velar por los musulmanes, encontró bien en [lo que se refiere a] tu cuestión, una vez que los dimmies fueron expulsados del lugar de su iglesia, convertirla en una mezquita, se trata pues de la mejor opinión, pues los musulmanes que pasan a ocupar el lugar de los dimmies expulsados de allí, necesitan una mezquita donde cumplir sus oraciones y el imam tiene que construírsela y lo mejor es que lo haga con esta iglesia, convirtiéndola en mezquita para que cumplan en ella sus rezos. Y el imam tendrá que construírsela para ellos, ya que ella y sus habices, tras ser expulsada su gente de ella, son propiedad del Tesoro Público por haber desaparecido la propiedad de los cristianos sobre ella; es decir, que no hay modo ninguno de que ellos continúen siendo sus propietarios, a no ser que estuviera vivo el que instituyó los habices de la iglesia o parte de ellos, pues él tiene derecho a recuperar sus bienes, a venderlos y a deshacer su habiz sin que se le pueda objetar nada en eso; y si no tuvieran dueño, [los cristianos] sólo tendrían derecho a utilizarla en tanto que residan allí. Y si la abandonan quedará como propiedad de los musulmanes ya que no tiene dueño y su situación ya no es la de personas sujetas a un pacto debiendo aplicárseles su estatuto legal. Establecer la mezquita en [la iglesia], legar aquello con lo que se levante la mezquita, y las esteras y combustible que se necesiten, proporcionarle un imam, un sirviente y construir sus habices, es una consideración acertada, asimismo, por la ofensa que ello supone contra los infieles, al convertirse la morada de su impiedad y de su idolatría en una casa en la que Dios será mencionado y en la que se ejecutará la legislación (sar’) del Islam.
Fetua del cadí Iyad

Entre la comunidad cristiana que permaneció en el norte de África, destacaron labores culturales, como el desarrollo de copias al árabe de los Evangelios. También se desarrolló con mayor intensidad una comunidad de soldados cristianos al servicio de los musulmanes de Marruecos, que seguirían en servicio en las próximas décadas, algunos de los cuales, tras la caída de los almorávides, seguirían ofreciendo sus servicios a los califas almohades y más tarde a los sultanes benimerines. 

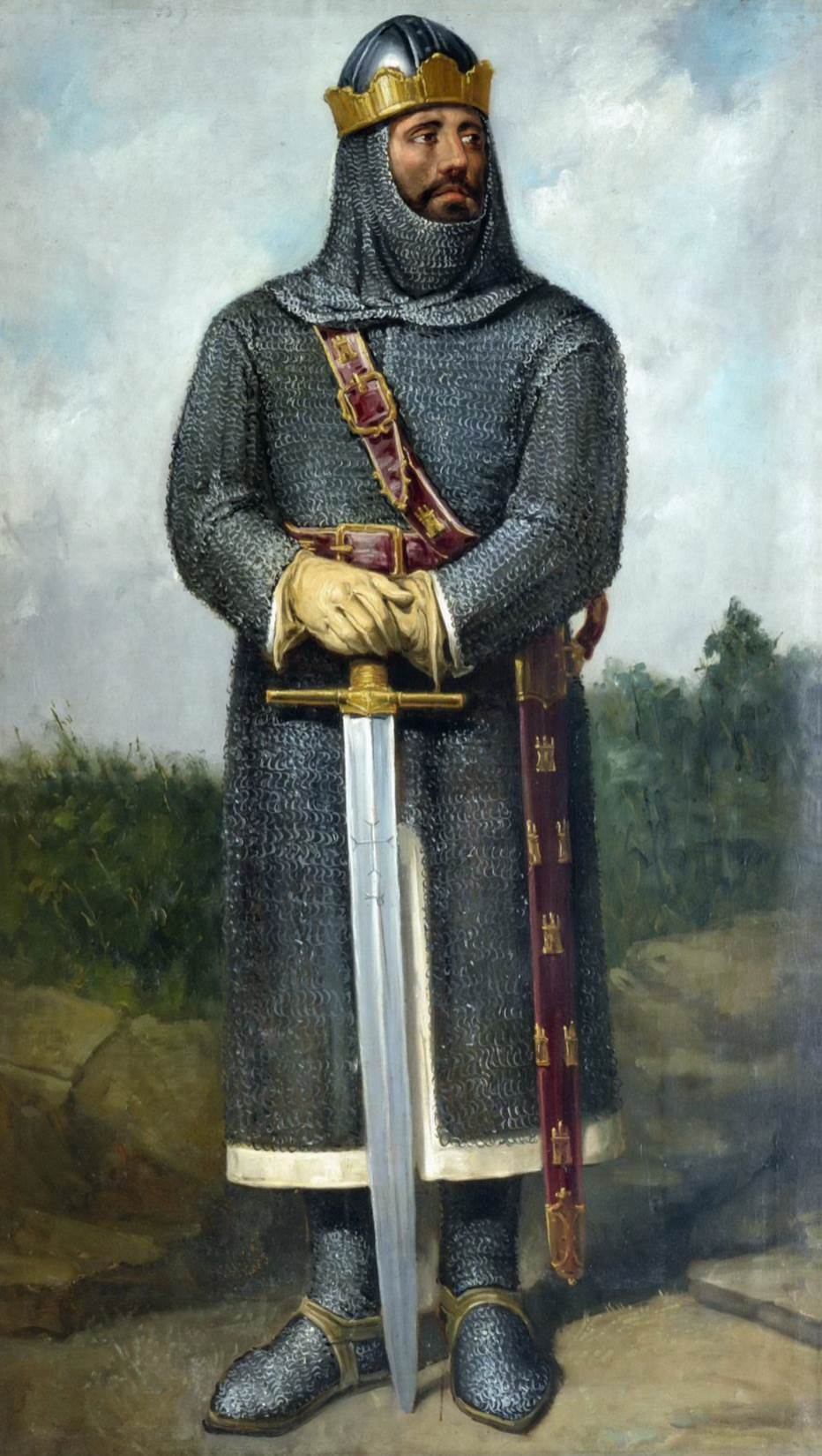
Alfonso VII el Emperador, rey de Castilla y León.

Miles de los mozárabes desterrados lograrían regresar a España dos décadas después, estableciéndose en el Toledo cristiano. Según refiere Francisco Javier Simonet:

Hacia el año 1150 muchos millares de estos cristianos, mozárabes y cautivos emancipados, que servían en África a los almorávides, viendo que no podían sostener su imperio, ya ruinoso, regresaron a España con sus familias, sus sacerdotes y obispos, y hartos ya de pelear en pro de la morisma, se fueron a Toledo, donde es de presumir que les daría favorable acogida el Emperador D. Alfonso el VII. Así lo refiere el mencionado Cronicón latino de este Monarca, cuyo testimonio da mucho honor a aquellos cristianos que, en medio de los infieles y entre el tumulto de continuas guerras, teniendo una vida y constitución enteramente militar, conservaron celosamente la fe, el culto y la Iglesia. Pero todavía quedaron en el África muchos cristianos, por su mayor parte españoles (...)

Permanecerían milicias mozárabes en la zona hasta el año 1380, cuando Juan I de Castilla fue a buscarlos y les ofreció propiedades en el Reino de Castilla, haciéndoles regresar a Sevilla, previa autorización del emir de Marruecos de aquel entonces.